# 银喉蓝头鹊
银喉蓝头鹊（学名：Cyanolyca argentigula），是鸦科蓝头鹊属的一种，分布于哥斯达黎加和巴拿马。全球活动范围约为3,900平方千米。该物种的保护状况被评为无危。
银喉蓝头鹊的平均体重约为171.2克。栖息地为亚热带或热带的湿润山地林。